# Колумбиада

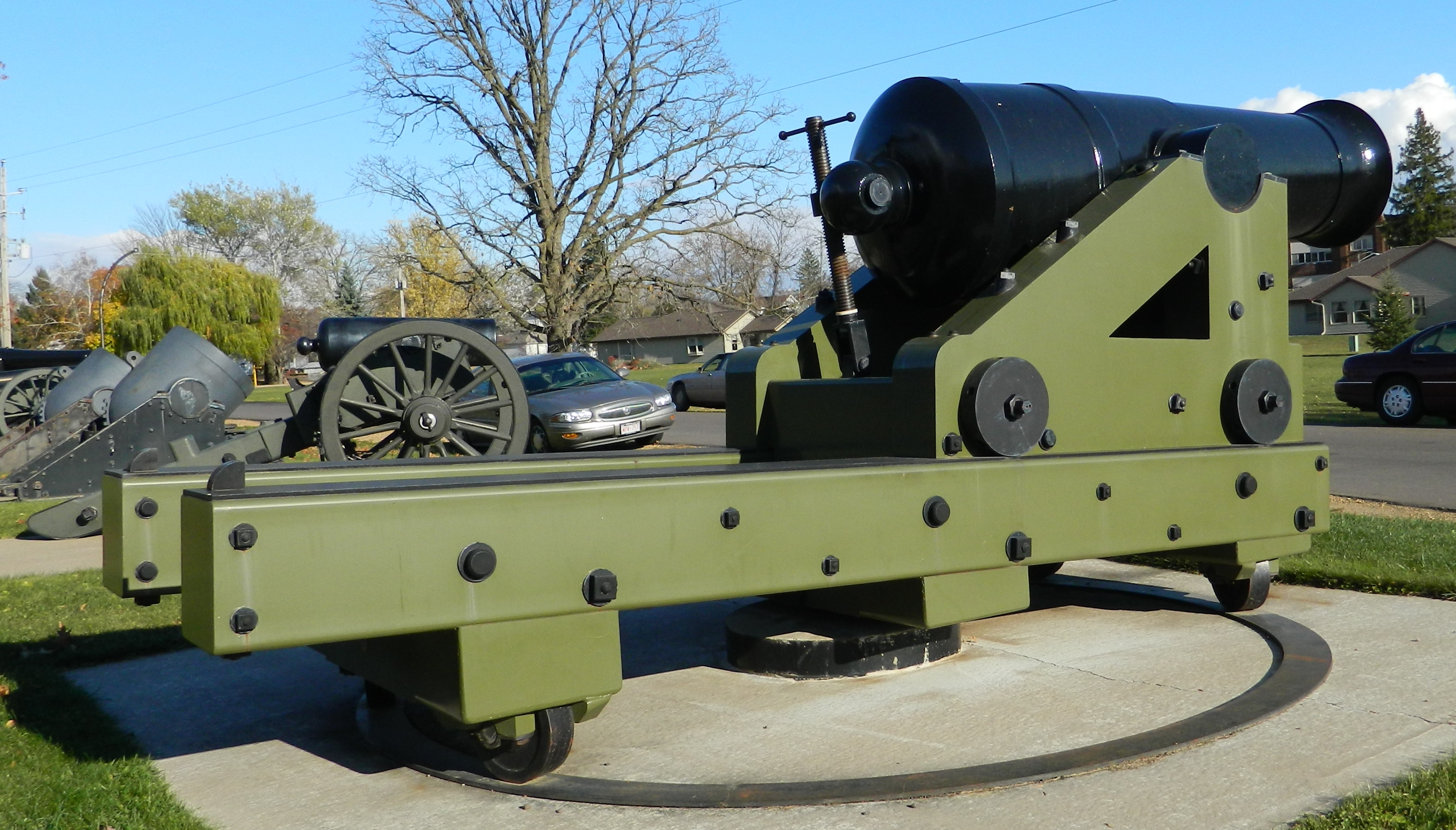
10-дюймовая колумбиада 1840 года, построенная по проекту Джорджа Бомфорда.

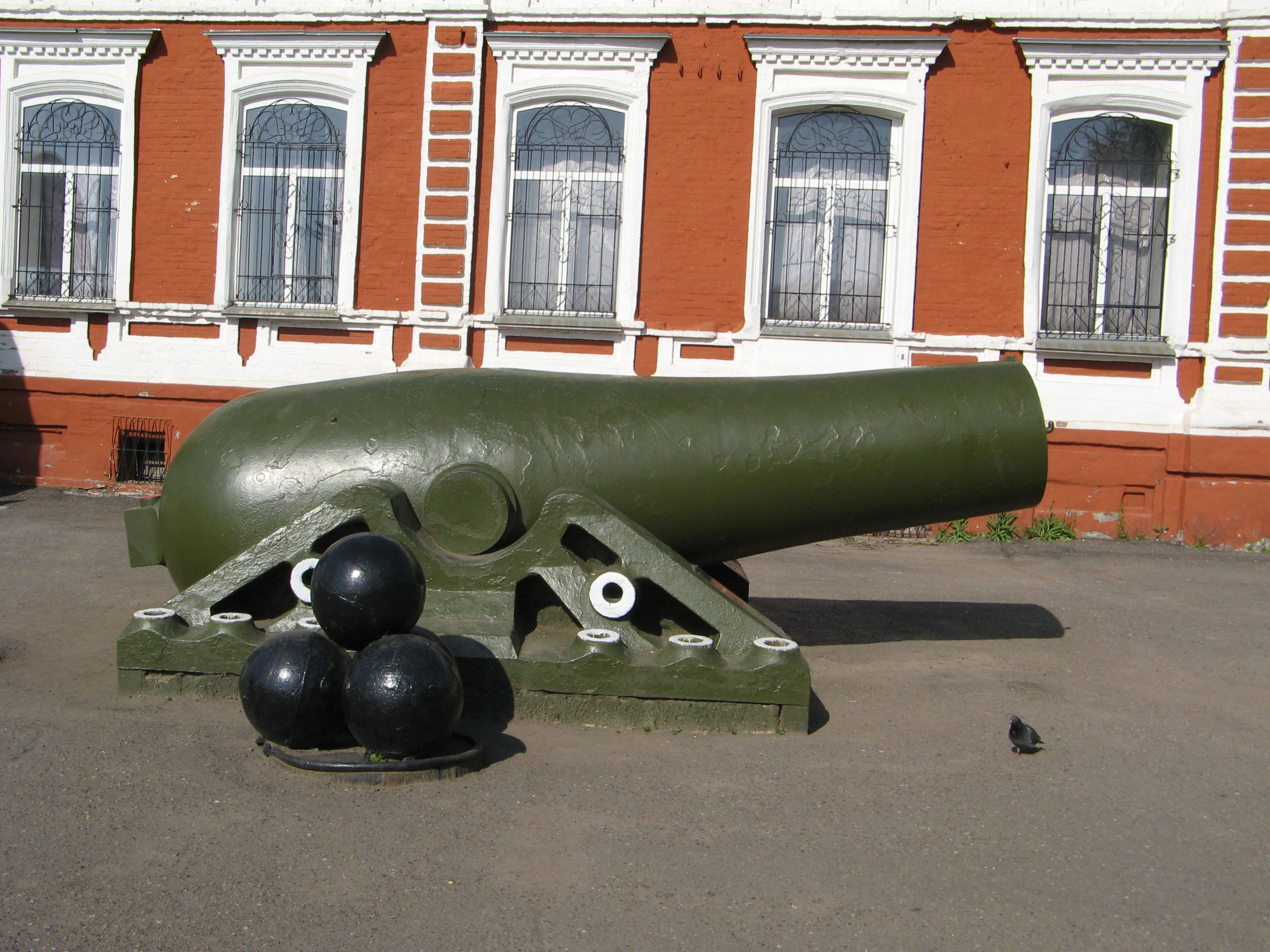
20-дюймовая «Пермская Царь-пушка»

Колумбиада (англ. Columbiad) — американская разновидность крупнокалиберного гладкоствольного орудия, заряжаемого с дула и предназначенного для ведения огня тяжёлыми снарядами по высокой или низкой траектории. Конструкция позволяла колумбиадам вести огонь как литыми ядрами, так и бомбами, что было удобно для организации береговой обороны. Орудие было изобретено американским полковником Джорджем Бомфордом в 1811 году, использовалось в береговых укреплениях США начиная с войны 1812 года и до первых лет XX века. Колумбиады почти не использовались за пределами США, однако они, возможно, повлияли на работы инженера Пексана 30 лет спустя.
В отличие от европейских держав, которые в 1860-е годы для борьбы с броненосцами противника вооружали свои корабли нарезными орудиями, США пошли по пути увеличения калибра гладкоствольных пушек. Такие же орудия были заказаны Олонецкому заводу для вооружения российских броненосцев. Более того, возникла мысль изготовить 20-дюймовую гладкую пушку с целью «убедиться, могут ли наши казенные горные заводы отливать такие пушки, если бы опыты над стальными нарезными орудиями 9-дюймового калибра не дали бы удовлетворительных результатов». Поскольку производственные мощности Олонецкого завода не позволяли отливать орудие такого калибра, за это дело взялся Пермский завод «при пособии от морского ведомства для устройства некоторых приспособлений». В 1869 году эта пушка была отлита, она выдержала испытания, но в связи с хорошими результатами при испытании 9-дюймовых стальных нарезных орудий, было решено 20-дюймовых гладкостенных пушек более не изготовлять.
В литературу колумбиады вошли благодаря писателю Жюлю Верну, который подробно описал их в романе «C земли на Луну».
Колумбиады появляются в игре Fallout 4 как артиллерия, используемая воссозданной фракцией минитменов. Имеется возможность создавать колумбиады в поселениях, подконтрольных игроку.